# August Gottlieb von Berger
August Gottlieb von Berger (* 6. August 1730 in Celle; † 28. Januar 1807 in Oldenburg) war oldenburgischer Kanzleidirektor.

## Herkunft
Er entstammte der thüringischen Familie Berger, die 1717 von Kaiser Karl VI. in den Adelsstand erhoben wurde. Das Biographische Handbuch zur Geschichte des Landes Oldenburg gibt 1713 als Jahr der Nobilitierung an. Der Großvater war der Jurist Johann Heinrich von Berger. Seine Eltern waren der Leibarzt Johann Samuel von Berger (1657–1732) und dessen zweite Ehefrau Margarethe Louise von Ramdohr (1705–1790), Tochter des Albrecht Andreas von Ramdohr. Seine Brüder waren der hannoversche Hofarzt Christoph Wilhelm von Berger (1727–1763) und der dänische General Valentin von Berger (1739–1813). Der Leibarzt des dänischen Königs Johann Just von Berger (1723–1791) war sein älterer Halbbruder.

## Leben
Berger studierte Jura an der Universität Göttingen und trat 1755 in den oldenburgischen Staatsdienst ein. Dort kam er als Assessor Auscultans zum Regierungskollegium. Durch seinen Fleiß stieg er rasch auf. Bereits 1756 wurde er Regierungsrat, 1764 Justizrat und 1773 Etatsrat. Im Jahr 1781 wurde er schließlich Vizedirektor der Oldenburgischen Regierungskanzlei sowie Obervorsteher des Klosters Blankenburg, zudem wurde er in diesem Jahr zum Konferenzrat ernannt. Am 11. Mai 1799 erhielt er als Direktor die Leitung der Regierungskanzlei, ein Amt, welches er bis zu seinem Tod innehatte. Anlässlich seines 50-jährigen Studienbeginns erhielt er 1801 von der Universität Göttingen den Titel eines Dr. iur. h. c.

## Familie
Er heiratete am 1. November 1766 Albertine Agnes von Schilden (1745–1826). Das Paar hatte mehrere Kinder:
- Albrecht Ludwig (* 5. November 1768; † 10. April 1813), oldenburgischer Kanzleirat
- Friedrich Johann Heinrich (* 24. Dezember 1769)
- Bodo August (* 12. August 1776)